# Narcissus triandrus
Espèce
Statut de conservation UICN

 LC  : Préoccupation mineure
Narcissus triandrus est une espèce de plantes à fleurs de la famille des Amaryllidacées C'est une plante vivace présente en Espagne, au Portugal et en France.

## Liste des sous-espèces et variétés
Selon BioLib (16 mars 2022) :
- sous-espèce Narcissus triandrus subsp. capax (Salisb.) D.A. Webb
- sous-espèce Narcissus triandrus subsp. pallidulus (Graells) D.A. Webb
- sous-espèce Narcissus triandrus subsp. triandrus L.

Selon World Checklist of Selected Plant Families (WCSP) (16 mars 2022) :
- sous-espèce Narcissus triandrus subsp. lusitanicus (Dorda & Fern.Casas) Barra (2000)
- sous-espèce Narcissus triandrus subsp. pallidulus (Graells) Rivas Goday (1964)
- sous-espèce Narcissus triandrus subsp. triandrus

Selon NCBI (16 mars 2022) :
- sous-espèce Narcissus triandrus subsp. capax (Salisb.) D.A.Webb
- sous-espèce Narcissus triandrus subsp. triandrus

Selon Tropicos (16 mars 2022) (Attention liste brute contenant possiblement des synonymes) :
- sous-espèce Narcissus triandrus subsp. calathinus (Delarbre) Baker
- sous-espèce Narcissus triandrus subsp. capax (Salisb.) D.A. Webb
- sous-espèce Narcissus triandrus subsp. cernuus (Salisb.) A. Fern.
- sous-espèce Narcissus triandrus subsp. lusitanicus (Dorda & Fern. Casas) Barra
- sous-espèce Narcissus triandrus subsp. pallidulus (Graells) D.A. Webb
- sous-espèce Narcissus triandrus subsp. triandrus
- variété Narcissus triandrus var. alejandrei Barra
- variété Narcissus triandrus var. capax (Salisb.) Barra & G. López
- variété Narcissus triandrus var. cernuus (Salisb.) Baker
- variété Narcissus triandrus var. concolor (Haw.) Baker
- variété Narcissus triandrus var. loiseleurii (Rouy) A. Fern.
- variété Narcissus triandrus var. macleayi (Lindl.) Nyman
- variété Narcissus triandrus var. nutans (Haw.) Baker
- variété Narcissus triandrus var. paivae Barra
- variété Narcissus triandrus var. pulchellus (Salisb.) Baker